# Helmut Dietz
Helmut Dietz (ur. 26 stycznia 1965 w Neustadt an der Donau) – niemiecki judoka. Olimpijczyk z Seulu 1988, gdzie zajął siódme miejsce w wadze ekstralekkiej.
Siódmy na mistrzostwach świata w 1989; uczestnik zawodów w 1987. Startował w Pucharze Świata w latach 1989–1991. Brązowy medalista mistrzostw Europy w 1987. Wicemistrz wojskowych MŚ w 1986 roku.

## Letnie Igrzyska Olimpijskie 1988
| Konkurencja | Rundy eliminacyjne      | Rundy eliminacyjne      | Rundy eliminacyjne  | Repasaże                    | Klas. końcowa |
| Konkurencja | 1/32                    | 1/16                    | 1/4                 | Przeciwnik I                | Miejsce       |
| ----------- | ----------------------- | ----------------------- | ------------------- | --------------------------- | ------------- |
| 60 kg       | Ireneusz Kiejda (POL) Z | Guno Berenstein (NED) Z | Kim Jae-yup (KOR) p | Amiran Totikaszwili (URS) P | 7.            |